# Engystomops pustulatus
La rana bullanguera de pústulas (Engystomops pustulatus) es una especie de anfibio anuro de la familia Leptodactylidae.
Se encuentra en el centro y sudoeste de Ecuador y el noroeste de Perú. 